# Dysphania ares
Dysphania ares är en fjärilsart som beskrevs av Gustav Weymer 1885. Dysphania ares ingår i släktet Dysphania och familjen mätare. Inga underarter finns listade i Catalogue of Life.